# National Soccer League (Australië)
De National Soccer League (NSL) is de voormalige nationale professionele voetbalcompetitie van Australië. De NSL startte in 1977 en werd in 2004 vervangen door de A-League. Door financiële problemen en weinig interesse van een groot deel van de Australische bevolking werd de NSL nooit echt een groot succes.

## Opzet
De competitie telde door de jaren heen verschillende aantallen clubs per seizoen en veranderde enkele keren van opzet. Van 1977-1989 was het een lente/herfstcompetitie, van 1989/90 een herfst/lentecompetitie.
- 1977-1980: 14 clubs, reguliere competitie
- 1981-1983: 16 clubs, reguliere competitie
- 1984-1986: 24 clubs, 12 in de Northern Conference en 12 in de Southern Conference, per Conference een play-off, waarna beide winnaars een 'Grand finale' speelden
- 1987: 14 clubs, reguliere competitie
- 1988-1992: 14 clubs, met 5 clubs in de play-off
- 1992-2004: variërend van 12 tot en met 16 clubs per seizoen, met 6 clubs in de play-off
Vanaf het seizoen 1999/2000 nam ook Auckland Kingz uit Auckland, Nieuw-Zeeland deel aan de NSL, vanaf 2002/03 als Football Kingz.

## Het einde van de NSL
In het laatste seizoen dat de NSL werd gehouden, 2003/2004, namen dertien teams deel aan de competitie. De laatste wedstrijd in de NSL was de finale van het seizoen 2003/2004, die op 4 april 2004 werd gespeeld tussen Parramatta Power en Perth Glory. Perth Glory won de finale na verlenging met 1-0.
Alleen Adelaide United FC, Football Kingz (als New Zealand Knights), Newcastle United Jets en Perth Glory maakten de overstap van de NSL naar de A-League. Zeven andere clubs spelen sinds 2004 in de statencompetities: Brisbane Strikers (Queensland State League), Melbourne Knights, South Melbourne FC (beiden Victorian Premier League), Marconi Stallions Sydney, Sydney United, Sydney Olympic FC en Wollongong Wolves (allen NSW Premier League). Northern Spirit FC en
Parramatta Power werden in 2004 opgeheven.